# Taoa
Taoa est un village de Wallis et Futuna situé dans le royaume d'Alo, sur la côte sud de l'île de Futuna. 

Selon le recensement effectué en 2018, la population est de 480 habitants, ce qui en fait le deuxième plus important village du royaume coutumier d'Alo, après le chef-lieu Ono qui compte 524 habitants.

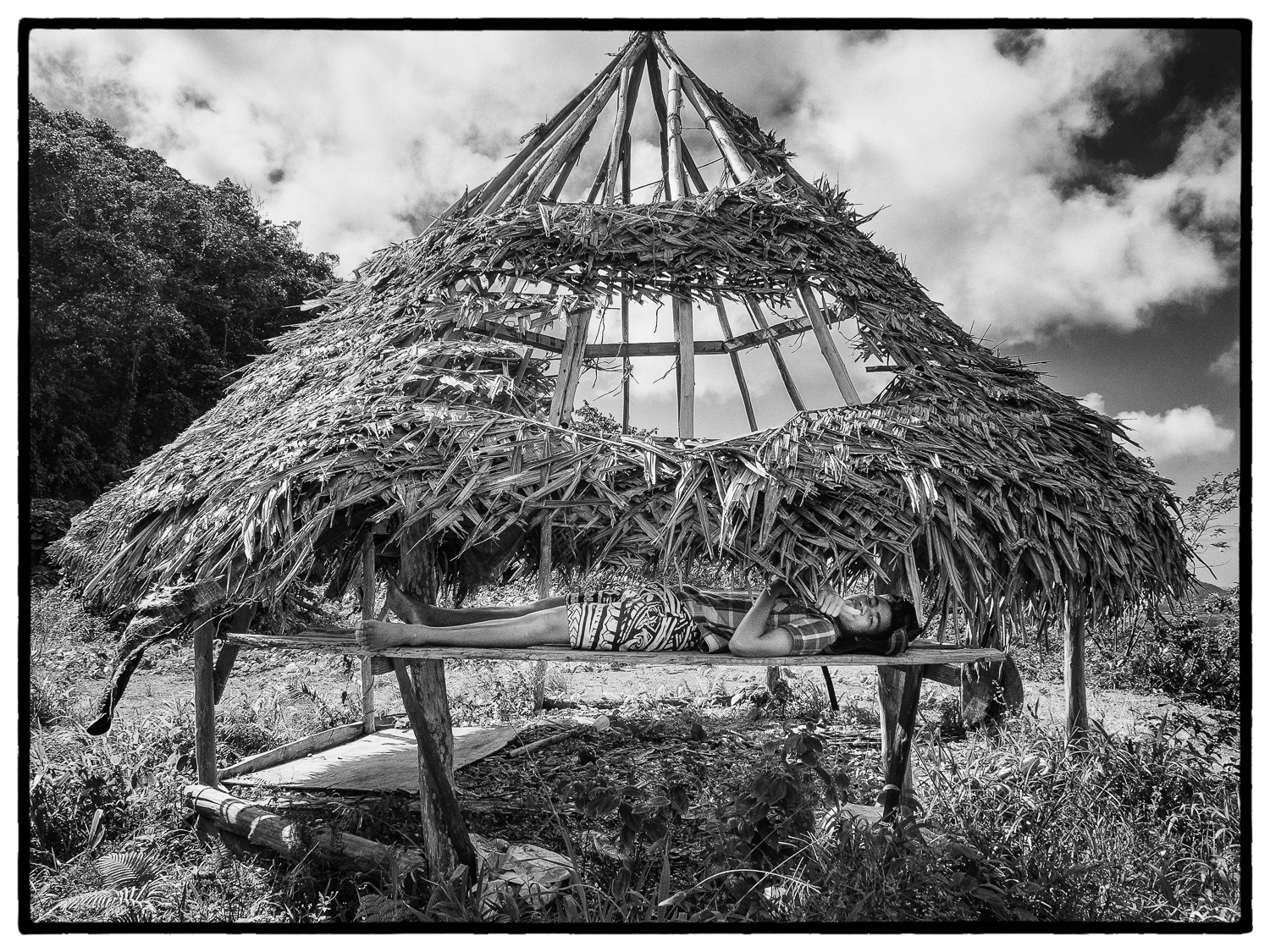
Un fale en construction à Taoa en 2019.